# Hauteville (Marne)
Hauteville ist eine französische Gemeinde mit 233 Einwohnern (Stand: 1. Januar 2022) im Département Marne in der Region Grand Est. Sie gehört zum Arrondissement Vitry-le-François und ist Mitglied im Gemeindeverband Communauté d’agglomération du Grand Saint-Dizier, Der et Vallées.
Nachbargemeinden sind: Sapignicourt, Ambrières, Sainte-Marie-du-Lac-Nuisement, Écollemont und Larzicourt.

## Geschichte und Bevölkerungsentwicklung
Mit dem schon 885 in einer Urkunde Karls des Dicken genannten "Uualthadivilla" kann Hauteville gemeint sein; der Kaiser schenkte den Kanonikern des Bistums Toul dort und in zahlreichen anderen Orten Güter zum Unterhalt (Quelle: MGH DD Kar III, 124).
| Jahr                       | 1962 | 1968 | 1975 | 1982 | 1990 | 1999 | 2008 | 2018 |
| -------------------------- | ---- | ---- | ---- | ---- | ---- | ---- | ---- | ---- |
| Einwohner                  | 208  | 162  | 161  | 162  | 175  | 188  | 223  | 240  |
| Quellen: Cassini und INSEE |      |      |      |      |      |      |      |      |

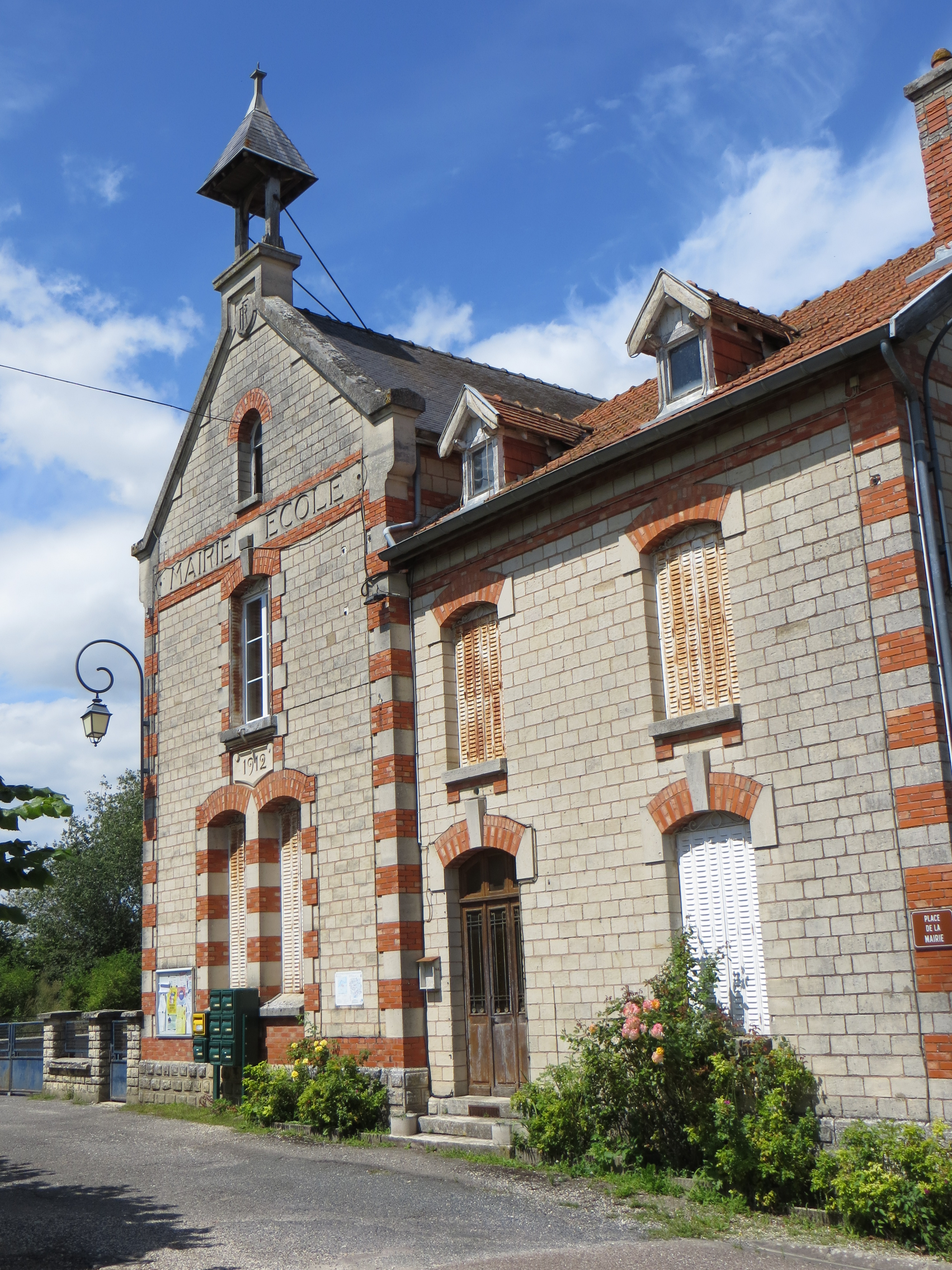
Mairie Hauteville
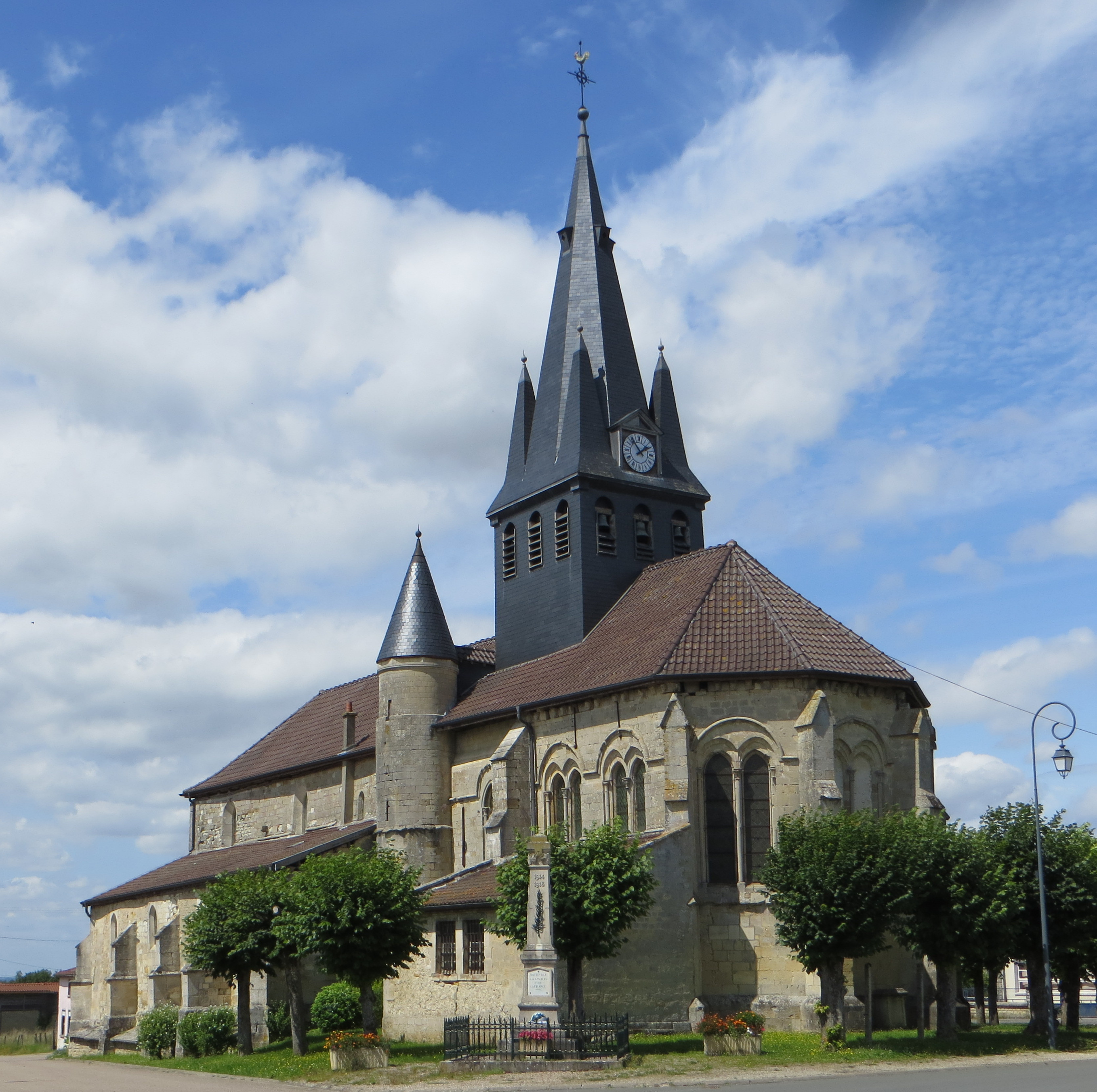
Kirche Saint-Louvent